# Music for Robots
Albums de Squarepusher
Ufabulum
(2012) Damogen Furies
(2015)
Music for Robots est un EP composé par Squarepusher et interprété par les trois robots au nom de Z-Machines, sorti le 7 avril 2014 (le 8 avril en Amérique du Nord).
Après avoir été contacté par l'équipe de roboticiens japonais pour l'écriture de la musique de ce projet en 2013, Squarepusher a composé le morceau Sad Robot Goes Funny qui a été utilisé dans une vidéo dirigée par Daito Manabe, sur YouTube, où l'on voit ces 3 robots jouer.
Après le succès de ce titre, Squarepusher a continué à composer et enregistrer les quatre morceaux supplémentaires pour cet EP.

## Pistes
| No | Titre                | Durée |
| -- | -------------------- | ----- |
| 1. | Remote Amber         | 2:24  |
| 2. | Sad Robot Goes Funny | 5:14  |
| 3. | World Three          | 4:39  |
| 4. | Dissolver            | 7:16  |
| 5. | You Endless          | 3:50  |